# Köksal Toptan
Köksal Toptan (ur. 3 stycznia 1943 w Rize) – turecki polityk i prawnik, deputowany i minister, w latach 2007–2009 przewodniczący Wielkiego Zgromadzenia Narodowego Turcji.

## Życiorys
Uczęszczał do szkoły podstawowej i średniej w Zonguldaku. W 1966 ukończył prawo na Uniwersytecie Stambulskim. Po studiach podjął praktykę w zawodzie prawnika, był członkiem rady miejskiej w Zonguldaku. W wyborach parlamentarnych w 1977 został wybrany na deputowanego z okręgu Zonguldak z ramienia Partii Sprawiedliwości. W listopadzie 1979 objął funkcję ministra stanu w rządzie Süleymana Demirela, którą pełnił do czasu zamachu stanu z 12 września 1980. Powrócił następnie do praktyki prawniczej, reprezentował m.in. obalonego premiera Süleymana Demirela.
W 1983 brał udział w powoływaniu Partii Słusznej Drogi. Powrócił do parlamentu w wyniku wyborów uzupełniających z 1986 z ramienia DYP. W 1987, 1991 i 1995 uzyskiwał reelekcję na kolejne kadencje. Od czerwca 1991 do czerwca 1993 zajmował stanowisko ministra edukacji narodowej w gabinecie Süleymana Demirelza. W październiku 1995 był ministrem kultury w rządzie Tansu Çiller. W 1999 znalazł się poza parlamentem. W kolejnych wyborach z 2002 kandydował z listy Partii Sprawiedliwości i Rozwoju, uzyskując kolejny raz mandat deputowanego. Wybierany na kolejne kadencje w 2007 i 2011. Przewodniczył parlamentarnej komisji sprawiedliwości, a od 2007 do 2009 był przewodniczącym Wielkiego Zgromadzenia Narodowego Turcji.